# Quirinale (colle)

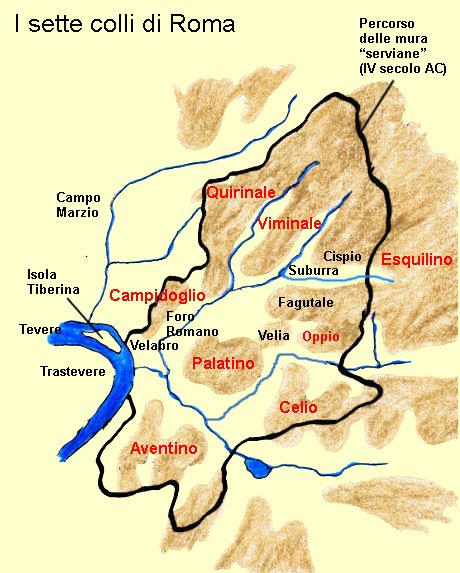
I sette colli di Roma: Aventino, Campidoglio, Celio, Esquilino, Palatino, Quirinale, Viminale

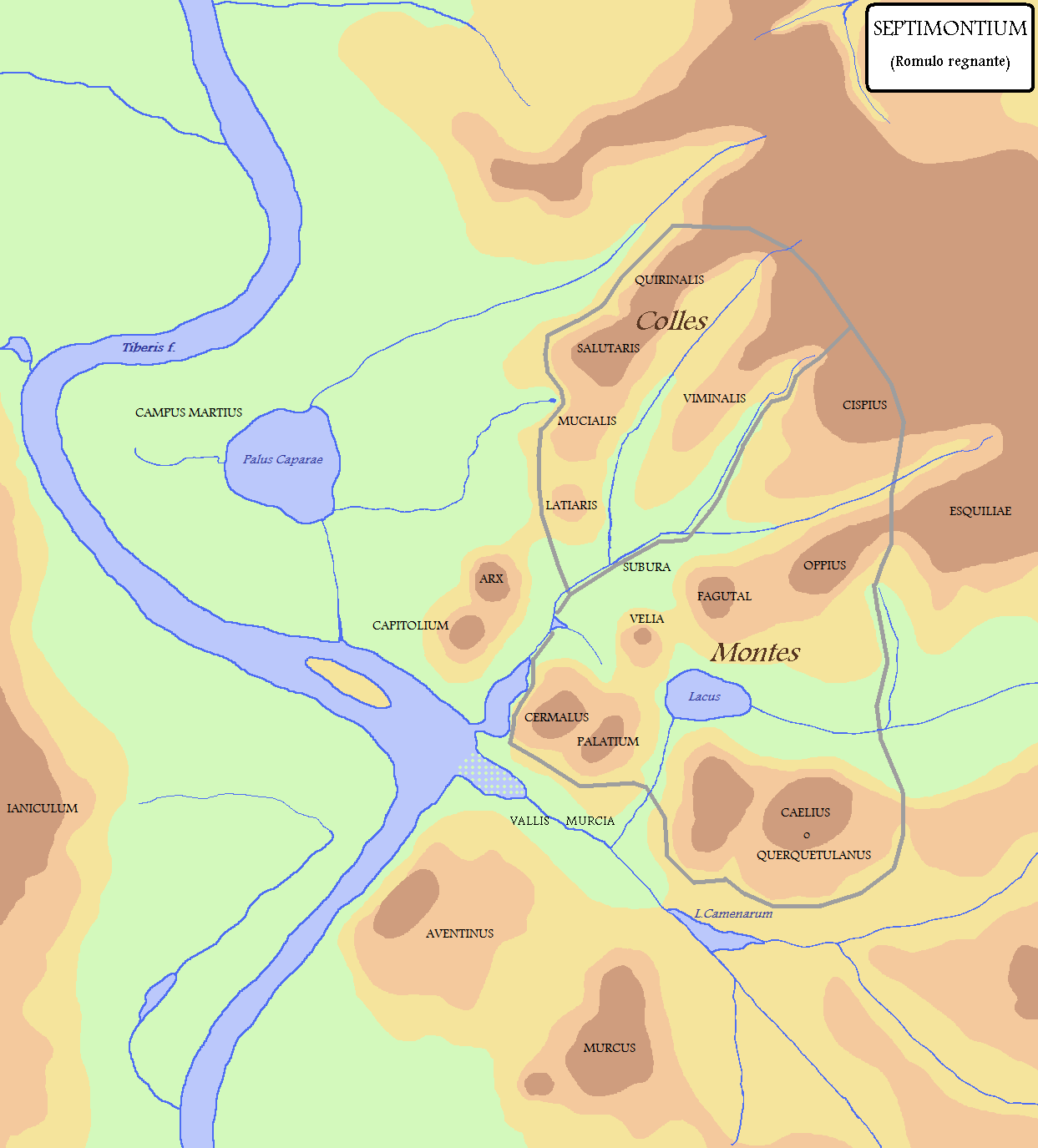
I colli del Septimontium, tra cui il Latiaris, il Mucialis ed il Salutaris, collegati al Quirinalis.

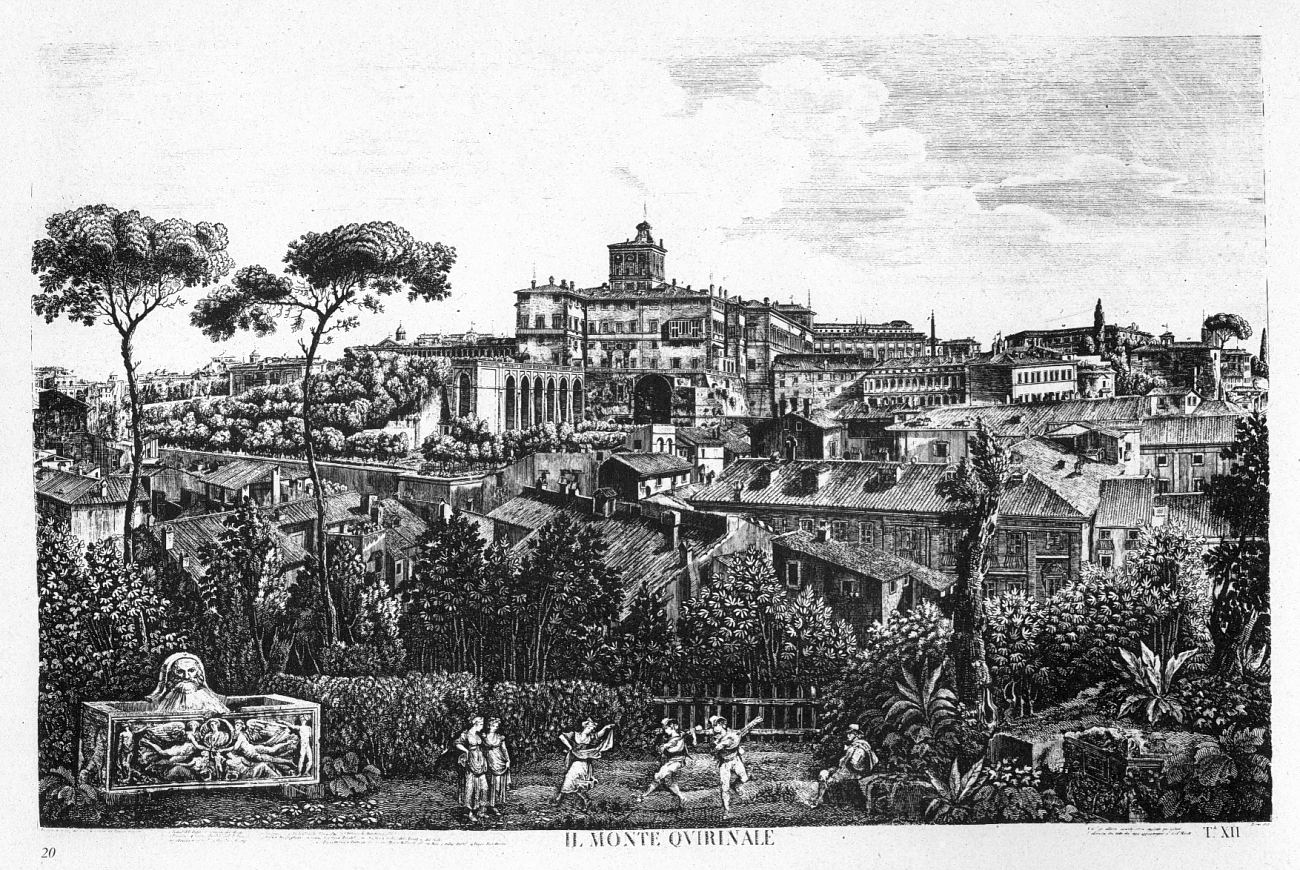
Il colle del Quirinale sovrastato dal palazzo, dalla serie di stampe I Sette Colli di Roma antica e moderna pubblicata nel 1827 da Luigi Rossini (1790 - 1857): la vista è quella dall'odierno palazzo dell'Accademia di San Luca, vicino a Trevi, qui sostituito da un giardino immaginario

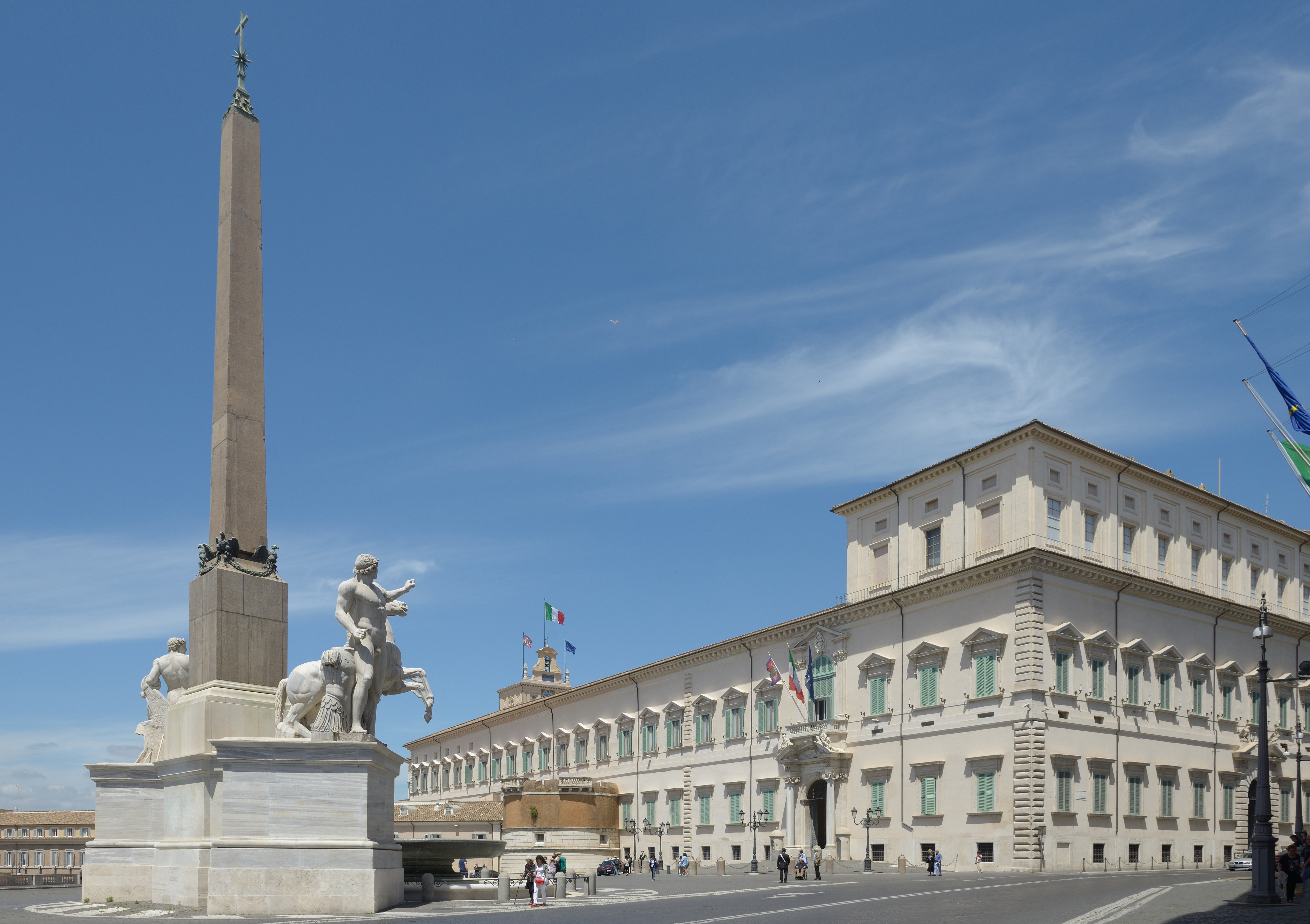
Palazzo del Quirinale nel 2017

Il Colle Quirinale (in latino, Collis Quirinalis) è uno dei sette colli su cui venne fondata Roma. Con questo nome viene anche indicata la residenza ufficiale del Presidente della Repubblica Italiana che ha sede nel palazzo omonimo.

## Geografia
Il Quirinale, col Viminale, era anticamente detto collis per eccellenza, in contrapposizione con gli altri montes. Vi si riconoscevano alcune sommità, quali il Collis Latiaris (a sud, vicino ai Fori Imperiali), il Mucialis (o Sanqualis, dalla Porta Sanqualis in Largo Magnanapoli) e il Salutaris (dal tempio della Salus, a ovest dell'attuale palazzo del Quirinale). Il Quirinalis in senso stretto era l'estremità orientale della collina, dove si trovavano il tempio di Quirino e la porta nelle mura serviane. 
L'altezza massima del colle, 50,9 metri, si raggiunge nei giardini del Palazzo del Quirinale.
Le vallate laterali erano invece molto più profonde di ora e vennero colmate in varie epoche: per esempio in piazza Barberini il livello vergine del suolo si trova a 11,75 metri di profondità, mentre dal lato di via Nazionale la pavimentazione antica si trova ben 17 metri sotto terra. I dislivelli repentini delle strade trasversali (come quella antica da cui è stata ricavata via delle Quattro Fontane) arrivavano anche a 25 metri con ripidi saliscendi.

## Nell'antichità
Il colle era occupato fin dall'età del Ferro, come dimostrano alcune tombe arcaiche scavate presso la Porta Collina, la Porta Sanqualis, ecc. Al VII secolo a.C. risale un deposito di ex voto scoperto davanti alla scalinata di Santa Maria della Vittoria, mentre un altro deposito simile si trovava sulla pendice opposta, dove fu rinvenuto anche il vaso di Dueno, con una delle più antiche iscrizioni in latino (fine VII-inizio VI secolo a.C.). All'epoca dell'impero romano il Quirinale era divenuto un quartiere popolato da case patrizie.
Secondo la leggenda romana, sul colle Quirinale si trovava un piccolo villaggio della tribù dei Curiti di Cures Sabini, e il re Tito Tazio vi avrebbe vissuto dopo la pace tra i Romani e i Sabini quando il colle venne unito con la città quadrata del Palatino.. I Sabini diedero il nome al colle dalla città di provenienza Cures, i cui resti archeologici si trovano sui terrazzi fluviali del Tevere nei pressi di Passo Corese, probabilmente anche all'altare Quirinus, forse il dio unitario delle Curie. Si racconta inoltre che, morto Romolo, una volta associato al dio Quirino, a lui fu edificato un tempio sul colle che da lui prese il nome: il Quirinale.
Gli stessi romani si definivano Quiriti o Curiti.
Per una tradizione questo colle fu annesso alla città dal sesto re di Roma, Servio Tullio, per un'altra dal secondo re di Roma Numa Pompilio, anche se a quell'epoca non era ancora cinto da mura.
Che l'abitato del Colle fosse indipendente da quello che si era sviluppato sul Palatino, successivamente estesosi a quello della Roma quadrata e del Septimontium, lo si ricava dall'esistenza sul Quirinale di un santuario dedicato alla Triade Capitolina, di uno dedicato alla Fede Serbata, speculari a quelli che si trovavano sul Campidoglio, dal culto di Marte sul Quirinale, speculare a quello di Marte sul Palatino, dall'esistenza di una confraternita dei Salii sul Quirinale, speculare a quella dei Salii palatini. Il nome stesso con cui si indicava il Quirinale, Collis, in antitesi ai Mons, proverebbe l'esistenza di un periodo in cui le due comunità, Palatina e Quirina, erano indipendenti l'una dall'altra.
Sul colle si trovavano l'antichissimo santuario di Semo Sancus (446 a.C.) e la tomba di Quirino, che Lucio Papirio Cursore trasformò in un tempio per il suo trionfo dopo la terza guerra sannitica.
Molto antico era anche il Capitolium Vetus, dove il culto della Triade Capitolina (Giove, Giunone, Minerva) potrebbe essere stato celebrato qui ben prima che sul Campidoglio. Il tempio di Flora, una dea osco-sabina, si trovava anch'esso qui. Al confine col Viminale si trovava il santuario di Diana Planciana, all'inizio del Vicus Longus. Lungo questa strada si allineavano vari templi: della Pudicitia Plebeia, di Fortuna Euelpis, di Spes e di Febris. Presso la Porta Collina si trovavano altre tre templi di Fortuna (uno detto della Fortuna Primigenia), mentre al di fuori della porta erano situati il tempio di Venere Ericina (215 a.C.) e un tempio di Ercole fino al quale si sarebbe avvicinato Annibale per esaminare le fortificazioni di Roma.
Sotto la Basilica di Santa Pudenziana sono stati trovati mosaici databili tra il II e l'inizio del I secolo a.C. In epoca augustea il colle, col Viminale, divenne la VI regione augustea. Anche Augusto ordinò la costruzione di un tempio, dedicato a Marte. Al di fuori delle mura serviane Tiberio fece costruire i Castra Praetoria.
Per il prestigio del luogo viene edificata nel 386 IV secolo, l’attuale San Vitale considerata la più antica basilica non fondata su templi pagani preesistenti, menzionata nel Liber pontificalis, edificata dall'Imperatore Teodosio per volontà di sant'Ambrogio di Milano, in onore del ritrovamento miracoloso dei Corpi di Gervasio e Protasio.
Domiziano fece erigere nella sua casa natale il tempio della Gens Flavia, ma l'edificio sacro più importante della zona era il tempio di Serapide, costruito da Caracalla. I culti orientali sono documentati anche dalla presenza del mitreo Barberini e dell'Ipogeo di via Livenza (ambivalentemente pagano e cristiano).
Tra gli inquilini illustri del quartiere ci furono Tito Pomponio Attico, amico e corrispondente di Cicerone, Vespasiano e Marziale. La zona più settentrionale confinava col Pincio ed era in parte occupata dagli Horti Sallustiani, villa privata dell'imperatore in città.
Costantino ordinò l'erezione delle ultime terme della città: questo edificio è andato perso e ne rimangono solo alcuni disegni del XVI secolo. Il complesso era piccolo e raffinato, in contrapposizione con le grandiose e popolari terme di Diocleziano.

## Viabilità

### Viabilità antica
Le principali direttrici del quartiere erano quelle che attraversavano il colle in lunghezza, da sud-ovest a nord-est: il Vicus Patricius, il Vicus Longus (equivalente all'attuale via Nazionale) e l'Alta Semita. Le vie trasversali erano più piccole e meno trafficate, dai caratteristici saliscendi per superare le ripide pendici del colle.

### Viabilità medioevale e moderna
Nel medioevo vennero costruite la Torre delle Milizie e il convento dei Santi Pietro e Domenico, sopra le terme di Costantino venne eretto Palazzo Rospigliosi; oltre alle due famose statue dei Dioscuri con i cavalli, originariamente in questo luogo c'erano anche le due statue degli dei del fiume che Michelangelo spostò sulla scalinata del Palazzo Senatorio del Campidoglio.

### Viabilità contemporanea
L'ultimo diaframma del traforo sotto il Quirinale, fu fatto saltare dal Sindaco in carica principe Colonna il 31 gennaio 1901; il traforo fu quindi inaugurato al traffico il 20 ottobre 1902, con il passaggio di tre tram destinati alle autorità.

## Edifici

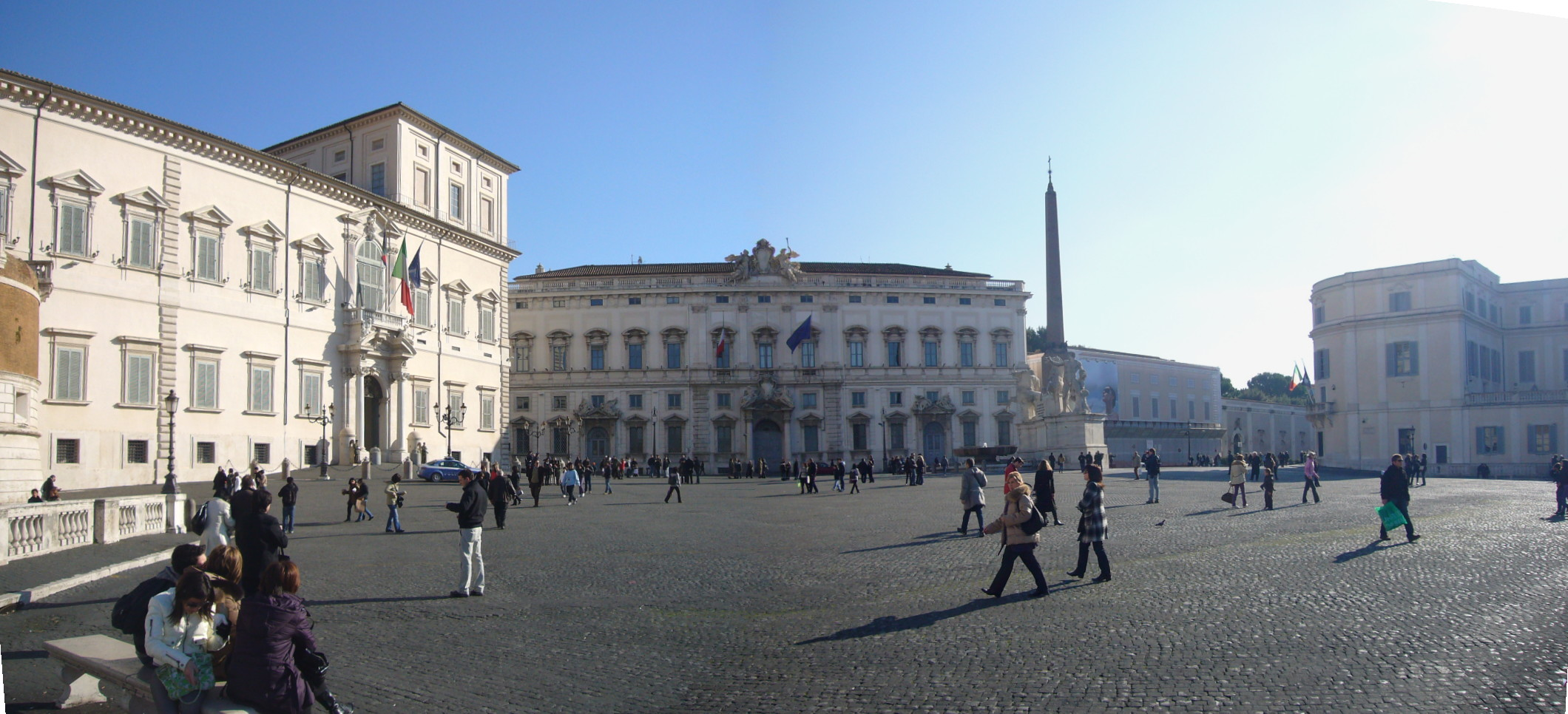
Piazza del Quirinale

Il colle ospita molti monumenti importanti:

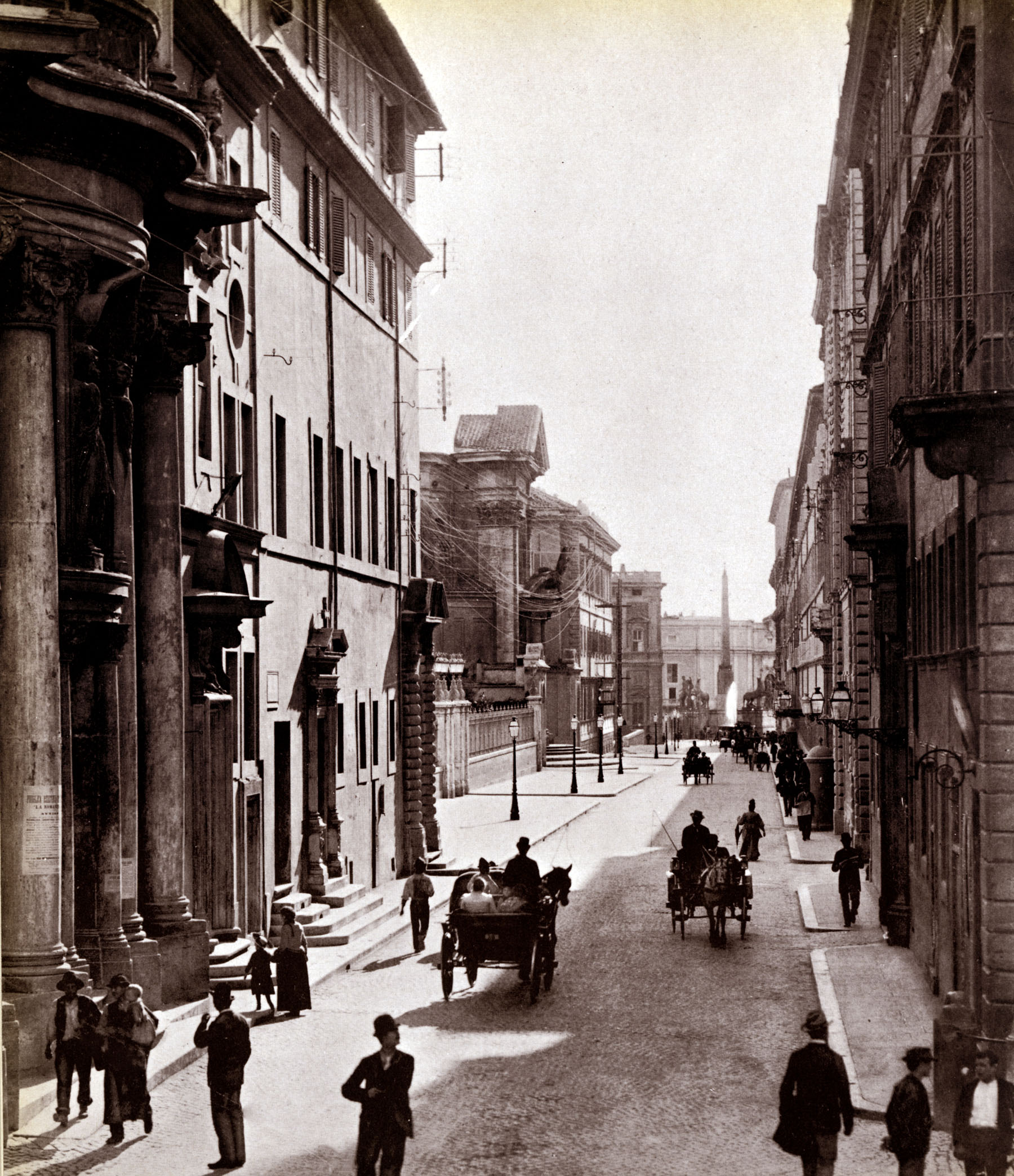
Via del Quirinale 1890 ca

- La chiesa di Sant'Andrea al Quirinale, che venne progettata da Gian Lorenzo Bernini (1658-1671), chiamato dal Cardinale Camillo Pamphili (nipote di Papa Innocenzo X), che è uno dei più eleganti esempi di barocco di Roma, con la famosa pianta ovale e i suoi splendidi interni (marmi, stucchi, e decorazioni dorate).
- Le Quattro Fontane e la chiesa di San Carlo alle Quattro Fontane del Borromini (o San Carlino - originariamente Chiesa della Santissima Trinità e di San Carlo Borromeo), il primo e poi ultimo lavoro di questo architetto: l'interno fu la sua prima commissione romana, la facciata venne completata dopo la sua morte.
- Palazzo Volpi di Misurata, di fronte a San Carlino.
- Palazzo Mattei-Albani-Del Drago, di fianco a San Carlino.
- Palazzo Baracchini (ora sede del Ministero della Difesa).
- La chiesa di San Silvestro al Quirinale, che venne descritta per la prima volta attorno all'anno 1000, ricostruita nel XVI secolo e ristrutturata (la facciata) nel XIX.
- Villa Colonna (XVII secolo), di fronte a Palazzo Rospigliosi, contiene alcuni resti del Tempio di Serapide di Caracalla
- Palazzo della Consulta che ospita oggi la Corte Costituzionale, organo supremo della magistratura italiana, e venne eretto da Ferdinando Fuga per Papa Clemente XII, proprio di fronte al Palazzo del Quirinale.
- Palazzo del Quirinale, sede della Presidenza della Repubblica Italiana.

## Resti antichi
- Terme di Costantino
- Sepolcro dei Sempronii
- Ara dell'incendio neroniano
- Magazzini di Lucio Nevio Clemente
- Mitreo Barberini
- Horti Sallustiani
- Ipogeo di via Livenza
- Capitolium Vetus
- Santuario di Diana Planciana
- Santuario di Semo Sancus Dius Fidius
- Tempio della gens Flavia
- Tempio di Febris
- Tempio di Flora
- Tempio di Fortuna Euelpis
- Tempio di Fortuna Publica Populi Romani Quiritium Primigenia
- Tempio della Pudicitia Plebeia
- Tempio di Quirino
- Tempio della Salus
- Tempio di Serapide
- Tempio di Spes
- Tempio di Venere Ericina